# Центральный парк (Баку)
Центральный парк Баку (азерб. Mərkəzi Park) — один из парков Баку. Расположен на территории Ясамальского района. Общая площадь парка составляет 35,4 гектар.

## История
Центральный парк спроектирован австрийским архитектором Янсом Гофманом. Под парк выделена территория в Ясамальском районе города, на месте снесённых построек так называемой «Советской» (неофициальное название исторического квартала). 
Первая часть парка открылась 22 мая 2019 года.
30 декабря 2022 года открыта вторая часть парка.
7 ноября 2024 года состоялось открытие третьей части парка площадью 9 гектар.

## Общие сведения
Концепция парка отражает времена года. 
В парке расположились 3 комплекса фонтанов (всего 9 фонтанов), 7 площадок, в том числе спортивные, детские, развлекательные, футбольная, баскетбольная площадки, шахматная площадка, площадка для настольных игр. Создано искусственное озеро. Под улицей Абдуллы Шаига имеется подземный переход, соединяющий разные части парка.
Действует современная система освещения, камеры безопасности.
В парке высажено более 2100 деревьев 19 видов, свыше 137 тысяч цветов и кустарников.

Между улицей Мирзааги Алиева и мечетью Тезепир построена автомобильная стоянка на 347 мест.

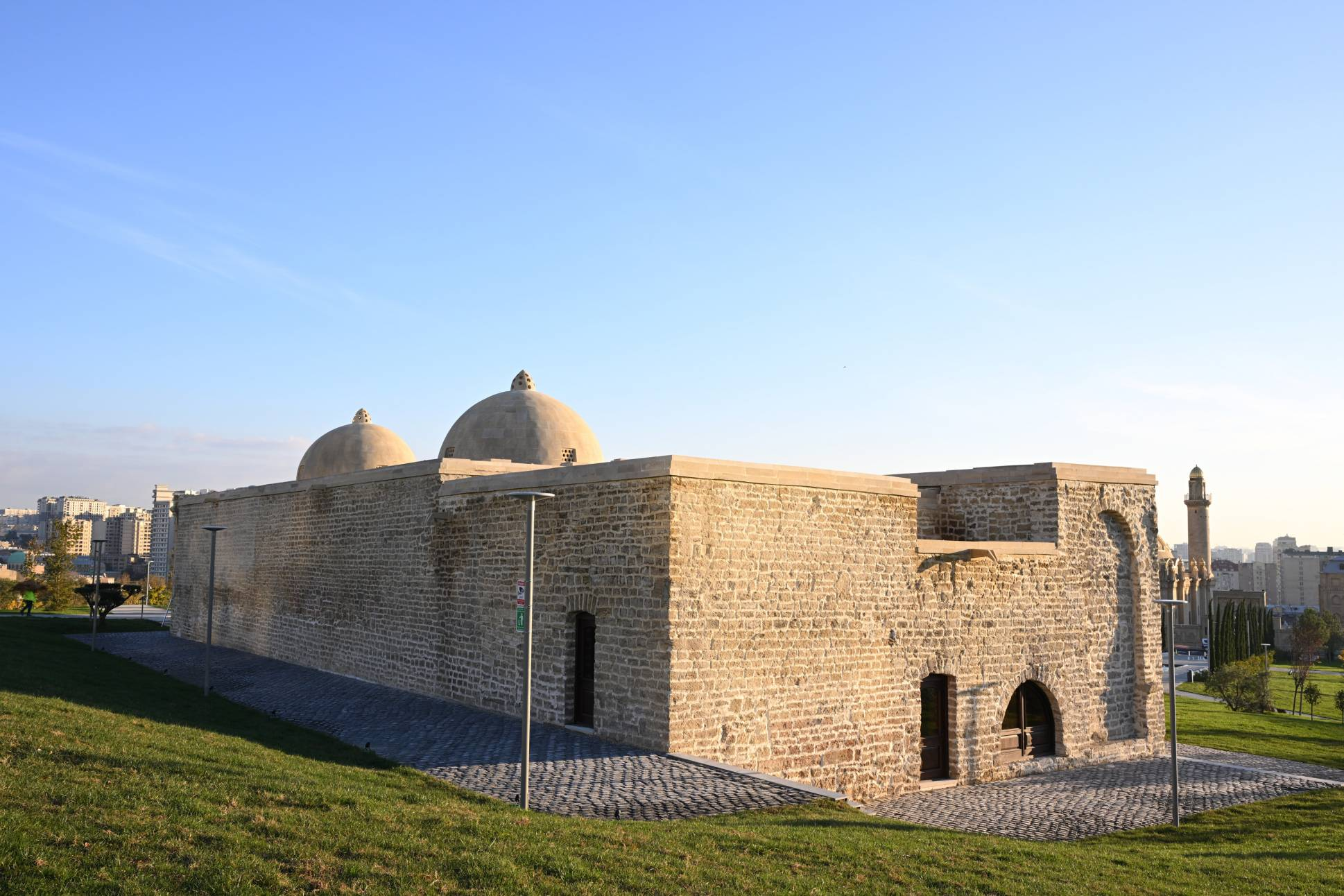
Тендир Хамамы Ноябрь 2024

В ходе благоустройства отреставрирован историко-архитектурный памятник конца XIX — начала XX века «Тендир Хамамы», отремонтированы исторические здания вокруг парка.
С парка открывается вид на комплекс мечети Тезепир и мечеть имама Хусейна.

## Галерея

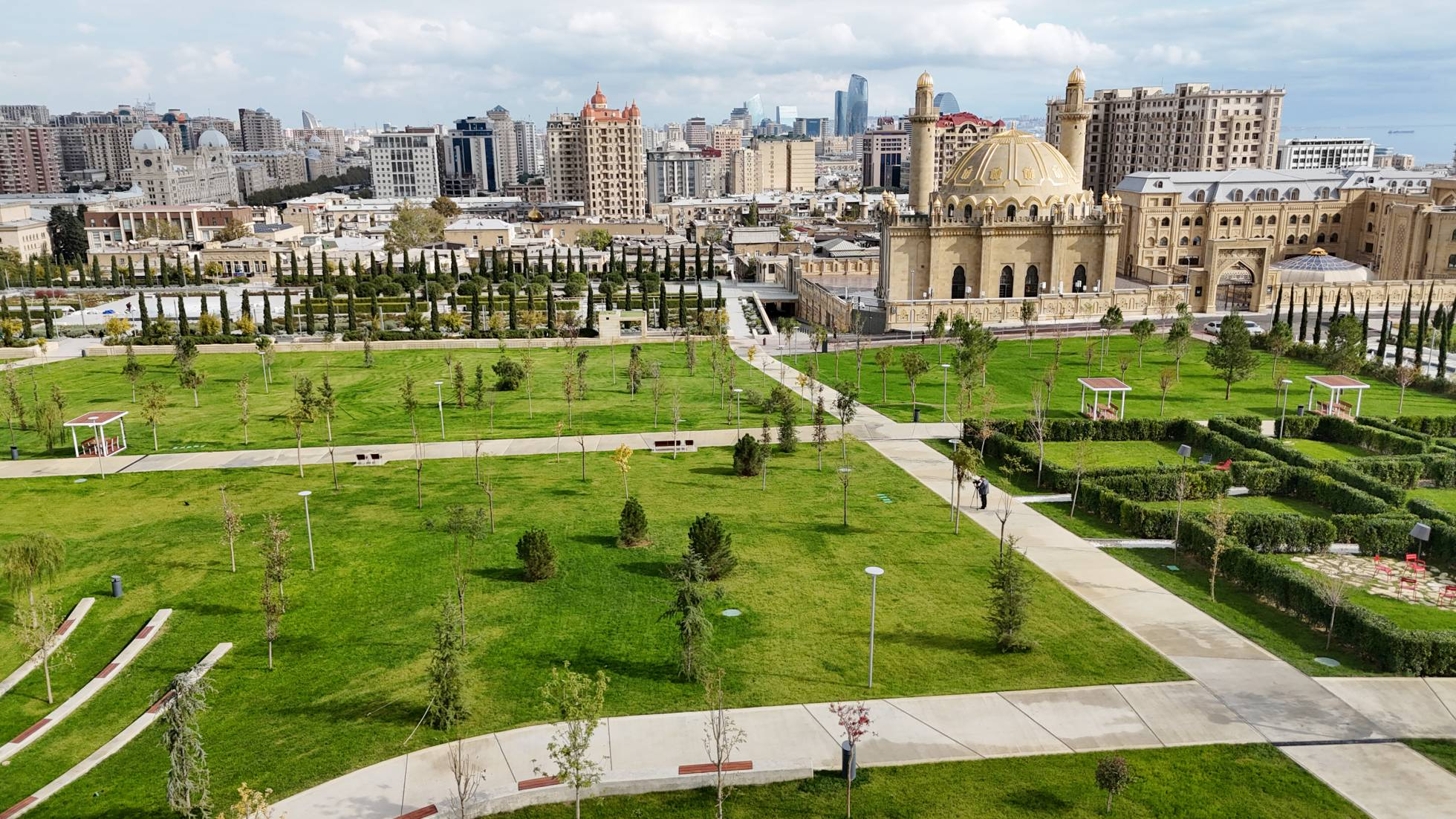
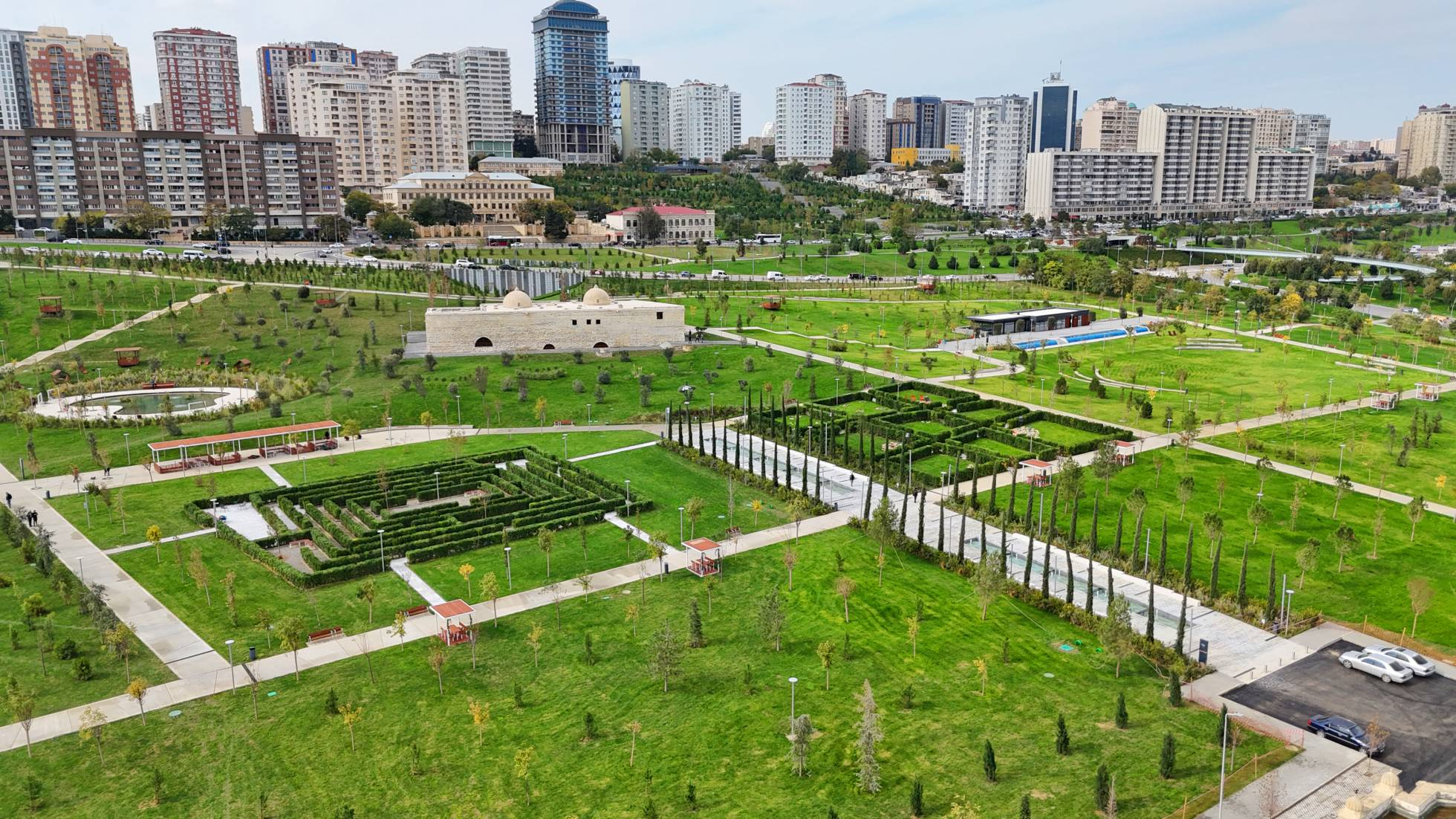
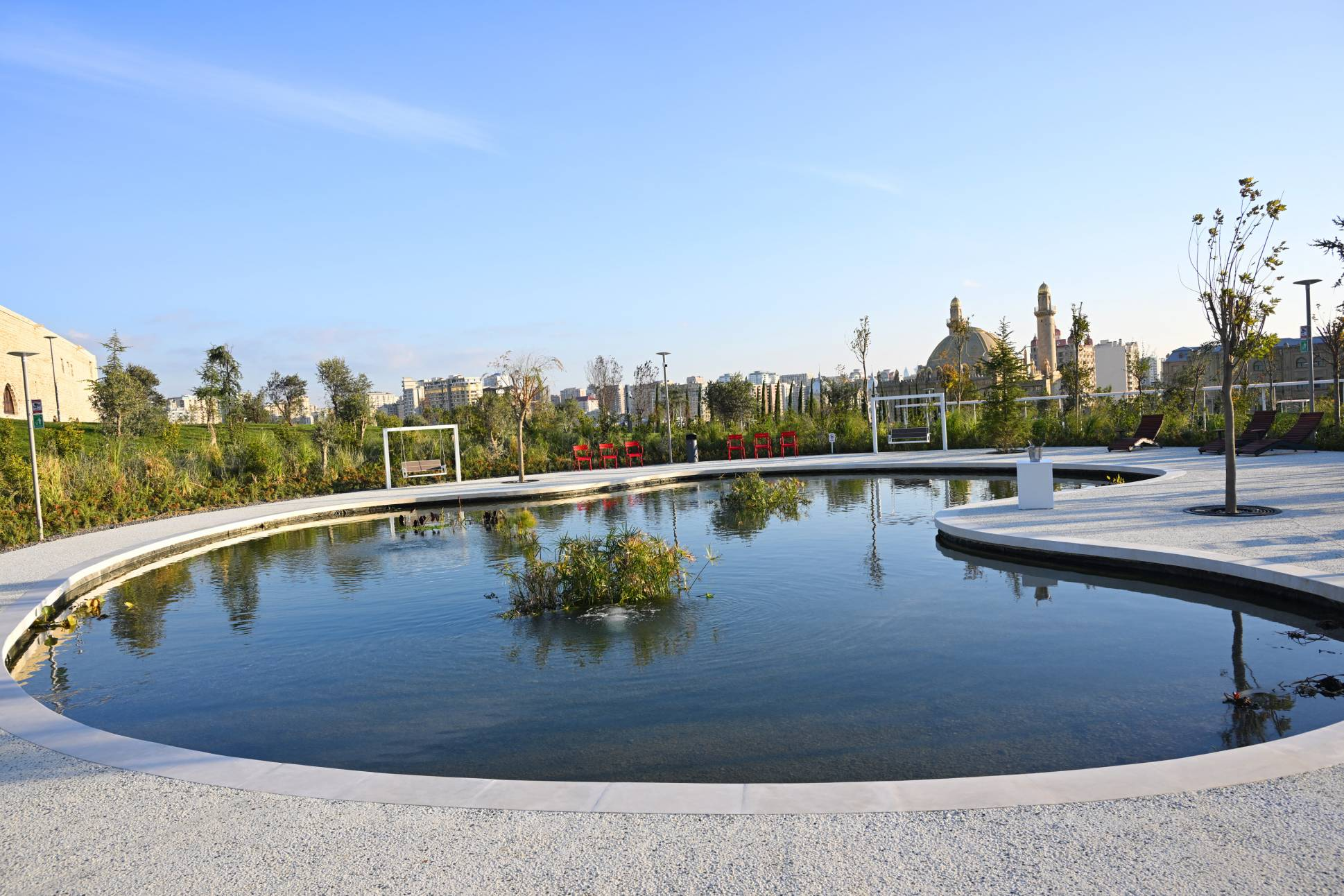